# Бодуен де Куртене Іван Олександрович
Ян Неци́слав Іґна́ци (Іван Олександрович) Бодуе́н де Куртене́ (пол. Jan Niecisław Ignacy Baudouin de Courtenay, рос. Иван Александрович Бодуэн де Куртенэ; 13 березня 1845, Радзимін, поблизу Варшави — 3 листопада 1929, Варшава) — російський та польський мовознавець, член Польської академії знань (з 1887), член-кореспондент Петербурзької Академії наук (з 1897), іноземний член НТШ (з 1914). Перший розробив теорію фонеми і фонетичних чергувань. Виступав проти заборони царським урядом української мови, листувався з І. Я. Франком та В. М. Гнатюком. Мешкав і працював у Польщі та Російській імперії.

## Біографія
Народився в Радзиміні поблизу Варшави. Одним з його предків був французький аристократ, який перебрався до Польщі під час правління короля Августа II Сильного. У 1832 р. вступив до Головної школи, навчального закладу, на основі якого був заснований Варшавський університет. У 1866 році закінчив навчання на факультеті історії та філології і отримав премію від Міністерства освіти Російської імперії. На отримані гроші продовжив навчання у навчальних закладах Європи, зокрема у Празі, Єні та Берліні. У 1870 році в університеті Лейпцига захистив дисертацію польською мовою «Про давньопольську мову до 14 століття».
Був двічі одружений. Першою дружиною була лютеранка Цезарія Прифкова (1841—1878), яка похована на євангельсько-аугсбурзькому (Лютеранському) цвинтарі у Варшаві. Коли дружина померла, Бодуен де Куртене розмістив такий некролог: «Янгол кохання, доброти та прощення, лише смертю своєю засмутила кохаюче її серце» (пол. «Anioł miłości, dobroci i przebaczenia, jedynie śmiercią swoją zasmuciła kochające ją serca»).
Другою дружиною була Ромуальда Багницька, польська письменниця, історик та політолог (1857–1935). У їх шлюбі народилося 5 дітей, серед яких син Святослав — майбутній юрист та дипломат та донька Цезарія Бодуен де Куртене (1885—1967) — професор етнографії Варшавського університету, після завершення Другої Світової війни — ректор Польського університету в Лондоні; її першим чоловіком був Макс Фасмер.
Розпочинаючи з 1910 року Бодуен де Куртене брав активну участь в політиці та виступав за культурну самостійність Польщі та рівні з російською мовою права на вживання польської мови. Декілька разів був заарештований поліцією. У 1915 році за публікацію статті про національну автономію в межах Російської імперії був затриманий охранкою, яка боролася з політичними ворогами царату та провів 3 місяці в ув'язненні.
Після відновлення у 1918 році незалежності Польщі Бодуен де Куртене повернувся на Батьківщину та продовжив свою наукову та громадсько-політичну діяльність. У 1922 році попри небажання самого Бодуена де Куртене був висунутий національними меншинами Польщі кандидатом у президенти країни. З 1919 року — почесний професор та завідувач кафедри порівняльного мовознавства Варшавського університету.
У 1927 році Ян Нецислав Бодуен де Куртене оголосив про свій вихід із римо-католицької церкви без приєднання до будь-якої іншої церкви чи деномінації.
Помер у Варшаві. Похований на Варшавському євангельсько-реформаторському (кальвіністському) цвинтарі.

## Наукова діяльність
Бодуен де Куртене вніс значний доробок до мовознавства та лінгвістики. До нього в європейському мовознавстві панував історичний напрямок — мови вивчались лише за писемністю. Вчений довів, що суть мови — у мовній діяльності, а отже потрібно вивчати живі мови та діалекти. Тільки за такого підходу можливо усвідомити, як функціонує мова та перевірити правильність лінгвістичних теорій.
Бодуен де Куртене — засновник так званої казанської лінгвістичної школи, автор праць із загального, індоєвропейського, слов'янського, польського та російського мовознавства, серед яких: «Матеріали для південнослов'янської діалектології та етнографії» (ч. 1—3, 1895–1913), «Порівняльна граматика слов'янських мов…» (1902), «Нарис історії польської мови» (1922) та ін.
Вивчення фонетичних особливостей слов'янських мов та діалектів привели до створення теорії фонем та фонетичних опозицій. Свою теорію Бодуен де Куртене виклав 1895 року у «Досвіді фонетичних чергувань». Бодуен де Куртене став засновником фонології та попередником теорії М. С. Трубецького. При створенні своєї теорії Бодуен де Куртене опирався на ідеї свого молодшого колеги та талановитого польського вченого М. В. Крушевського (1851—1887), який також працював у Казанському університеті.
Бодуен де Куртене вперше запровадив математичні моделі в лінгвістиці. Також він довів, що можна впливати на розвиток мови, а не лише пасивно фіксувати зміни, які відбуваються. На основі його діяльності з'явився новий напрямок в лінгвістиці — експериментальна фонетика.
Бодуен де Куртене приділяв велику увагу дослідженню суспільної природи мови, спорідненості мов, вивчав говори, підготував у 1903–1909 роках до друку третю та четверту редакцію словника В. І. Даля, в яких він уточнив етимологію слів, виправив розподіл по гніздах, а також доповнив словник новими словами. За свої доповнення Бодуен де Куртене було жорстко критиковано, а за радянських часів його редакції словника В. І. Даля не перевидавалися.
У багатьох працях Бодуена де Куртене розглядаються питання української мови та літератури. Виступав проти обмежень царським урядом вживання української мови. Підтримував наукові контакти з І. Франком і В. Гнатюком, у статті «З фольклорних дрібниць» високо оцінив діяльність Гнатюка.
Бодуен де Куртене писав свої твори російською, польською, італійською, словенською, німецькою, французькою, чеською, литовською та іншими мовами.

## Родина
Його донька, Бодуен де Куртене Софія (1887—1967) — російська та польська художниця, представниця раннього російського авангарду.

## Твори
- «Некоторые отделы „сравнительной грамматики“ славянских языков» // Русский филологический вестник. — Варшава, 1881. — т. 5.
- Князь Бисмарк и гонение на «Славян». 1898.
- Próba teorii alternacji fonetycznych. Kraków, 1894.
- Плятонїчний панславізм. «Літературно-Науковий Вістник», 1904, р. VII, т. XXV, відділ ІІІ, с. 32-46 [Архівовано 7 вересня 2014 у Wayback Machine.]
- Национальный и территориальный признак в автономии. 1913.
- Введение в языковедение. Пг., 1917.
- Избранные труды по общему языкознанию, т. 1—2. — М., 1963.
- «Українське питання» з позанаціональної точки зору. У кн.: Тимошенко П. Д. Хрестоматія матеріалів з історії української літературної мови, ч. 2. — К., 1961.
- Dzieła wybrane, t. I—VI, Warszawa, 1974—1989.
- Декілька загальних завваг щодо об'єктивної та суб'єктивної окремішності «України» з мовного, племінного, національного й державного погляду. У кн.: Збірник Харківського історико-філологічного товариства. Нова серія. — Харків, 2002. — Т. 9. — С. 315-330.